# Čaňa
Čaňa – wieś (obec) na Słowacji położona w kraju koszyckim, w powiecie Koszyce-okolice. Pierwsze wzmianki o miejscowości pochodzą z roku 1255. 
Według danych z dnia 31 grudnia 2012, wieś zamieszkiwało 5577 osób, w tym 2731 kobiet i 2846 mężczyzn.
W 2001 roku rozkład populacji względem narodowości i przynależności etnicznej wyglądał następująco:
- Słowacy – 91,24%
- Czesi – 0,25%
- Morawianie – 0,02%
- Polacy – 0,04%
- Romowie – 5,98%
- Rusini – 0,08%
- Ukraińcy – 0,1%
- Węgrzy – 0,37%

Ze względu na wyznawaną religię struktura mieszkańców kształtowała się w 2001 roku następująco:
- Katolicy rzymscy – 72,87%
- Grekokatolicy – 2,33%
- Ewangelicy – 0,89%
- Prawosławni – 0,58%
- Ateiści – 3,67%
- Przedstawiciele innych wyznań – 0,02%
- Nie podano – 4,26%